# Tournaya
Tournaya, monotipski rod rod mahunarki smješten u potporodicu Cercidoideae. Jedina vrsta je T. gossweileri, penjačica iz tropske Afrike (Gabon, Angola, Republika Kongo i DR Kongo).